# Colonia María Isabel
La colonia María Isabel es una de las 32 colonias que integran el municipio mexiquense de Valle de Chalco Solidaridad, se caracteriza por tener una amplia oferta educativa para el resto del municipio así como su gran actividad comercial y sus servicios públicos. Sus habitantes conviven diariamente con miles de visitantes provenientes de otras colonias y otros municipios que llegan a estudiar a esta colonia.

## Ubicación
Se localiza en la zona poniente del municipio de Valle de Chalco Solidaridad en el Estado de México, con el código postal 56615, los límites de esta colonia corresponden: Al Norte con la avenida Isidro Fabela y el predio conocido como El Agostadero; al sur con la Avenida Antonio Díaz Covarrubias y la colonia Niños Héroes y Américas Primera Sección; al poniente colinda con La Avenida Cuauhtémoc y las colonias Niños Héroes Segunda Sección, Concepción y Santiago; y al oriente con la Avenida Acapol en las Colonias San Miguel Tláhuac y Santa Catarina.

## Infraestructura urbana
Cuenta con 9 Escuelas de nivel Preescolar, 2 Escuelas de nivel Primaria, 2 Escuelas de nivel Secundaria, 2 Escuelas de nivel Medio Superior, una Universidad, un Centro de Salud, una biblioteca, 2 Mercados, un Parque y un Supermercado (Bodega Aurrera).
Actualmente, existe la plaza comercial Sendero, el proyecto es de inversión privada realizado por el grupo Acosta Verde, uno de los más grandes desarrolladores y administradores de centros comerciales en México. Construido en los terrenos que comprende el Agostadero y cuenta con dirigentes del mercado como Walmart, Cinépolis, Domino's Pizza, Elektra, Coppel, entre otros. La plaza se encuentra a un costado de la sede de la Comisión Federal de Electricidad zona volcanes.

## Centro de salud María Isabel
Este Centro del Instituto de Salud del IMSS - Bienestar Cuenta con 6 Consultorios de Medicina General Familiar y un Consultorio de Estomatología además de ofrecer Servicio Odontológico, Servicio de Rayos X y Servicio de Laboratorio.

## Oferta Educativa
En la colonia María Isabel se encuentra la Universidad Autónoma del Estado de México, es la más importante casa de estudios universitarios del Estado de México; el plantel Valle de Chalco ofrece educación multidisciplinaria de calidad en nivel superior y de posgrado, en las modalidades presencial y a distancia. Ofrece las carreras en Ingeniería en Computación, Lic. en Informática Administrativa, Lic. en Diseño Industrial, Lic. en Contaduría, Lic. en Enfermería, Lic. en Derecho y Lic. en Enfermería a distancia.
Así mismo se tienen dos instituciones a nivel medio superior: el Centro de Estudios Científicos y Tecnológicos del Estado de México que ofrece las especialidades de Administración, Laboratorista Clínico y Mantenimiento de Equipo Sistemas.  Y el Colegio de Bachilleres del Estado de México

## Vialidad
Las vialidades primarias que atraviesan esta colonia son las Avenidas: Antonio Díaz Covarrubias, Ignacio Manuel Altamirano, Sebastián Lerdo de Tejada, Hermenegildo Galeana, Ignacio Comonfort e Isidro Fabela. Así mismo la avenida Cuauhtémoc como vía principal.
Las vialidades secundarias en la colonia son calles que llevan nombres de “Norte” y “Poniente” en un orden numérico desde “Calle Norte 1” en adelante y “Calle Poniente 12” en adelante.
A pesar de la infraestructura urbana, la mayoría de las calles secundarias carecen de pavimento, lo que ha provocado molestia entre los residentes de la colonia quienes aún viven en calles de terrecería, ya que esto impide que las personas caminen por las calles que en tiempo de lluvia, son intransitables.

## Transporte
El transporte público está articulado por una amplia red de autobuses, microbuses,  combis y taxis; que están bajo administración de la Secretaría de Transporte Púbico del Estado de México. Solo una pequeña área de sitios de taxis cubre el territorio, 
Las principales rutas se encuentran sobre avenida Cuauhtémoc con destinos a los paraderos Pantitlán y Zaragoza del STC Metro de la Ciudad de México, así como las estaciones: Bulevar Puerto Aéreo, San Lázaro, Candelaria y Merced de la línea 1 y Santa Martha, Acatitla y La Paz de la línea A.
Otras rutas secundarias tienen como destino el municipio de Chalco desde la avenida Covarrubias donde también operan rutas de microbuses rumbo al metro Santa Martha pasando por el Eje 10 Sur Santa Catarina  , así como una ruta con destino hacia la terminal Tláhuac de la Línea 12 del Metro de la Ciudad de México